# Ефимцев, Николай Михайлович
Никола́й Миха́йлович Ефи́мцев (1915—1943) — участник Великой Отечественной войны, командир батареи 808-го артиллерийского полка (253-я стрелковая дивизия, 40-я армия, Воронежский фронт), старший лейтенант, Герой Советского Союза.

## Биография
Родился 5 мая 1915 года в селе Перестряж (ныне деревня Ефимцево в Ульяновском районе Калужской области) в семье крестьянина. Русский.
Образование начальное среднее. Работал в колхозе.
В Красной Армии с 1937 года, член ВКП(б) с 1937 года. В 1940 году окончил Ленинградское артиллерийское училище. В действующей армии — с 1942 года. Во время войны являлся командиром батареи на Воронежском фронте.
Отличился в ходе Сумско-Прилукской наступательной операции Воронежского фронта при форсировании Днепра и в боях на Букринском плацдарме. 25 сентября 1943 года старший лейтенант Ефимцев с батареей переправился на правый берег Днепра и вступил в бой в районе села Ходоров (Мироновский район, Киевской области Украины). 27 сентября, отражая контратаки врага, батарея уничтожила до роты солдат и офицеров, подавила огонь 2 миномётных, 1 артиллерийской батарей и 4 пулемётные точки.
Погиб в бою 28 сентября 1943 года.
Похоронен на Украине в с. Подсинее Переяслав-Хмельницкого района Киевской области.

## Награды и звания
- Указом Президиума Верховного Совета СССР от 24 декабря 1943 года за умелое выполнение боевых задач, героизм и мужество, проявленные при форсировании Днепра и в боях на плацдарме, старшему лейтенанту Ефимцеву Николаю Михайловичу присвоено звание Героя Советского Союза (посмертно).
- Награждён орденами Ленина (24.12.1943) и Красной Звезды (07.03.1943).

## Память
Именем Ефимцева названо село Перестряж, где он родился — ныне село Ефимцево. Его имя носил пионерский отряд школы в селе Ефимцево.